# .cv
.cv – domena internetowa przypisana do Republiki Zielonego Przylądka. Została utworzona 21 października 1996. Zarządza nią Agência Reguladora Multissectorial da Economia.